# Sociedad Cultural Deportivo Recreativa Anaitasuna
Maillots
Actualités
Dernière mise à jour : 04 octobre 2015.
Le section handball de la Sociedad Cultural Deportivo Recreativa Anaitasuna est un club espagnol de handball situé dans la ville de Pampelune dans la communauté autonome de forale de Navarre. Fondé en 1956, le club évolue actuellement en Liga ASOBAL depuis 2011, le club est souvent nommé Helvetia Anaitasuna à cause de son sponsor qui n'est autre que l'assurance Helvetia.

## Histoire
La section handball du SCDR Anaitasuna ou le Helvetia Anaitasuna fut fondé en 1956.
Le Helvetia Anaitasuna  passa la plus grande partie de son histoire dans les championnats régionaux et en División de Honor Plata mais depuis la saison 2011/2012, le Helvetia Anaitasuna joue parmi l'élite espagnole en Liga ASOBAL.
Le club parvient en finale de la Coupe du Roi en 2016 (défaite face au FC Barcelone).

### Parcours depuis 1990
| Saison    | Niveau | Division                  | Place        |
| --------- | ------ | ------------------------- | ------------ |
| 1990-1991 | 2      | Primera División Nacional | 6 (Groupe 1) |
| 1991-1992 | 2      | Primera División Nacional | 1 (Groupe 2) |
| 1992-1993 | 2      | Primera División Nacional | 1 (Groupe 2) |
| 1993-1994 | 2      | Primera División Nacional | 1 (Groupe 2) |
| 1994-1995 | 2      | División de Honor Plata   | 8            |
| 1995-1996 | 2      | División de Honor Plata   | 9            |
| 1996-1997 | 2      | División de Honor Plata   | 10           |
| 1997-1998 | 2      | División de Honor Plata   | 10           |
| 1998-1999 | 2      | División de Honor Plata   | 9            |
| 1999-2000 | 2      | División de Honor Plata   | 4            |
| 2000-2001 | 2      | División de Honor Plata   | 12           |
| 2001-2002 | 2      | División de Honor Plata   | 12           |
| 2002-2003 | 2      | División de Honor Plata   | 16           |
| 2003-2004 | 3      | Primera División Nacional | 6            |
| 2004-2005 | 3      | Primera División Nacional | 1            |
| 2005-2006 | 3      | Primera División Nacional | 1            |
| 2006-2007 | 2      | División de Honor Plata   | 12           |
| 2007-2008 | 2      | División de Honor Plata   | 6            |
| 2008-2009 | 2      | División de Honor Plata   | 2            |
| 2009-2010 | 2      | División de Honor Plata   | 3            |
| 2010-2011 | 2      | División de Honor Plata   | 4            |
| 2011-2012 | 1      | Liga ASOBAL               | 12           |
| 2012-2013 | 1      | Liga ASOBAL               | 7            |
| 2013-2014 | 1      | Liga ASOBAL               | 7            |
| 2014-2015 | 1      | Liga ASOBAL               | 4            |